# Стари надгробни споменици у Брезовици
Стари надгробни споменици у Брезовици (Општина Горњи Милановац) представљају извор података за проучавање генезе становништва овог места.

## Брезовица
Село Брезовица се налази се на западним падинама планине Рудник, између магистралног пута Горњи Милановац-Београд и локалног пута Рудник-Белановица. Простире се правцем североисток-југозапад и граничи са Рудником, Заграђем и Мутњем.
Први помени села Брезовица датирају из турских пописа у 16. веку. Почетком 19. века ово подручје су населили досељеници из Старог Влаха, Босне и Срема. Брезовица је све до 1955. године била у саставу Заграђа, када је постала је самостално насеље. Сеоска слава је Бели четвртак.

### Сеоско гробље
У Брезовици постоји само једно сеоско гробље. Крајпуташа нема. Најстарији надгробници потичу из прве половине 19. века. Скромних су димензија и углавном понављају варијанте ниског надгробника четвртастог или заобљеног врха. Крст уписан у кружницу је најчешћи мотив који се среће на старим споменицима. Надгробници из друге половине 19. и с почетка 20. века су у облику стуба са "капом", или без ње. Углавном су декорисани мотивом "удвојеног" крста, док се фигура покојника јавља само у два случаја. Споменици су у највећем броју клесани од пешчара слабијег квалитета који се љуспа и осипа. На појединим споменицима присутни су трагови првобитне црвене боје.